# Цэван-Дорджи
Цэван-Дорджи (калм. Цевң Дорҗи, монг. Цэвээндорж; 1732 — 1749) — шестой хунтайджи Джунгарского ханства с титулом Аджа-Намжалу-хунтайджи (калм. Аҗа Намҗал хун тәәҗ; 1746 — 1749). Представитель рода Чорос, второй сын и преемник Галдан-Цэрэна.

## Ранняя жизнь
Мало что известно о Цэван-Дорджи. Однако доступные источники описывают его как человека, которого в юности считали извращенным, жестоким и параноидальным человеком, который пил большое количество алкоголя и был «больше заинтересован в убийстве собак, чем в государственных делах». Согласно одному источнику, «любимыми занятиями короля (правителя) были бродить по деревням, пить чанг, соблазнять девушек и предаваться плотским удовольствиям».

## Правление
В 1745 году скончался джунгарский правитель Галдан-Цэрэн, который оставил после себя трех сыновей: Лама-Дорджи (род. в 1726), Цэван-Дорджи (род. в 1732) и Цэван-Даши (род. в 1738). По завещанию Галдан-Цэрэна ханский престол унаследовал его второй сын Цэван-Дорджи под именем Аджа-Намжалу-хунтайджи. Из-за малолетства Цэван-Дорджи (13 лет) регентшей стала его старшая сестра Уламбаяр. В 1749 году Цэван-Дорджи стал править самостоятельно заключив в темницу и казнив свою сестру-регентшу Уламбаяр. В том же 1749 году Цэван-Дорджи в результате заговора, был свергнут с престола и убит своим старшим братом Лама-Дорджи.